# 戦争は女の顔をしていない
『戦争は女の顔をしていない』（せんそうはおんなのかおをしていない、露: У войны не женское лицо）は、1985年に出版されたスヴェトラーナ・アレクシエーヴィチによるベラルーシのノンフィクション小説。第二次世界大戦の独ソ戦で従軍した女性たちの証言をまとめた作品である。
1985年に出版されたアレクシエーヴィッチのデビュー作である。アレクシエーヴィッチは雑誌記者だった30歳代、1978年から500人を超える女性たちから聞き取り調査を行った。原稿は完成したものの、検閲によって2年間出版を許可されず、ペレストロイカ後に出版された。ベラルーシの大統領アレクサンドル・ルカシェンコは祖国を中傷する著書を外国で出版したと非難し、ベラルーシでは出版禁止になっている。アレクシエーヴィチが「ユートピアをめくる記録文学」と呼んでいる5つの作品の第1作にあたる。

## 背景

### 独ソ戦
ソヴィエト連邦のヨシフ・スターリン政権は、1937年から1938年にかけて内務人民委員部（NKVD）による大粛清で約68万人を処刑した。大粛清では軍の最高幹部や将校も処刑されたためにソ連軍は弱体化し、フィンランドとの冬戦争でそれが顕著となった。
ナチス・ドイツは1940年にソ連への侵攻計画の立案を開始し、ドイツ軍は1941年のバルバロッサ作戦でソ連に侵攻し、独ソ戦が始まった。スターリンは、ドイツの捕虜になった者や生き残った者を裏切り者とみなし、1941年には捕虜は脱走兵にあたるとして家族を逮捕すると発表した。捕虜となった者や、ドイツ占領下で対独協力をして反逆罪に問われた者などは強制収容所へ送られた。

### ソ連の女性兵士

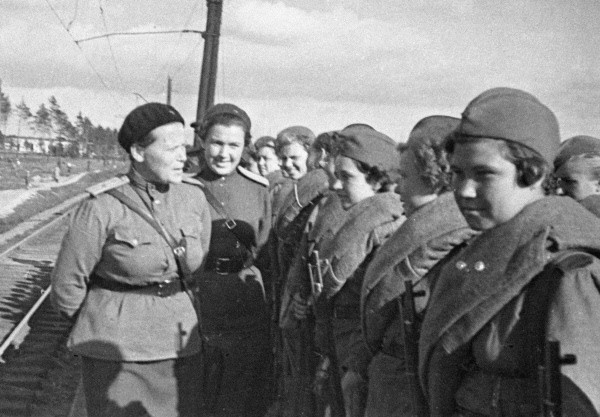
前線に出発するソ連軍の女性兵士たち

第二次世界大戦時のソ連軍では、80万人から100万人の女性が戦地に行った。女性は徴兵の対象ではなかったため志願による参加であり、医療、看護、調理、洗濯、戦闘などを行なった。正規軍の他にパルチザンに参加した女性もいた。ソ連政府は戦闘に参加した女性を称賛し、象徴とされた女性兵士やパルチザンもいた。
しかし実際に従軍した女性兵士は、性的な偏見を持たれることがあり、セクシャルハラスメントやストーカー行為、パワーハラスメントを受けた。戦場から帰還すると男性は英雄扱いをされる傾向にあったが、他方で女性は性的なことで功績を得たと誤解されないように勲章を隠すこともあった。

### 証言文学・記録文学
独ソ戦で最もパルチザンの戦いが激しかったのはベラルーシだった。森林や沼沢地が多いベラルーシはパルチザンの活動に適しており、ドイツ軍とゲリラ戦を繰り広げた。ベラルーシの作家アレシ・アダモーヴィチはパルチザン経験があり、『私は炎の村から来た』（1975年）や『封鎖・飢餓・人間』（1977年 - 1981年）などで独ソ戦時代の人々の証言を発表した。こうした作品は戦争文学の他に、記録文学や証言文学とも呼ばれる。複数の証言者の語りを記録・編集する方法について、アダモーヴィチ自身はコーラス文学と呼んでいる

### 政治的背景
ミハイル・ゴルバチョフ政権が主導した改革政策のペレストロイカでは、情報政策としてグラスノスチ（情報公開）も進められた。当初は経済改革を目標としていたが、1986年のチェルノブイリ原発事故をきっかけとして政治や社会システム、個人の権利の保護などにもおよんだ。かつてのスターリン政権時代には不可能だった言論の自由が広まるきっかけとなった。

### 著者

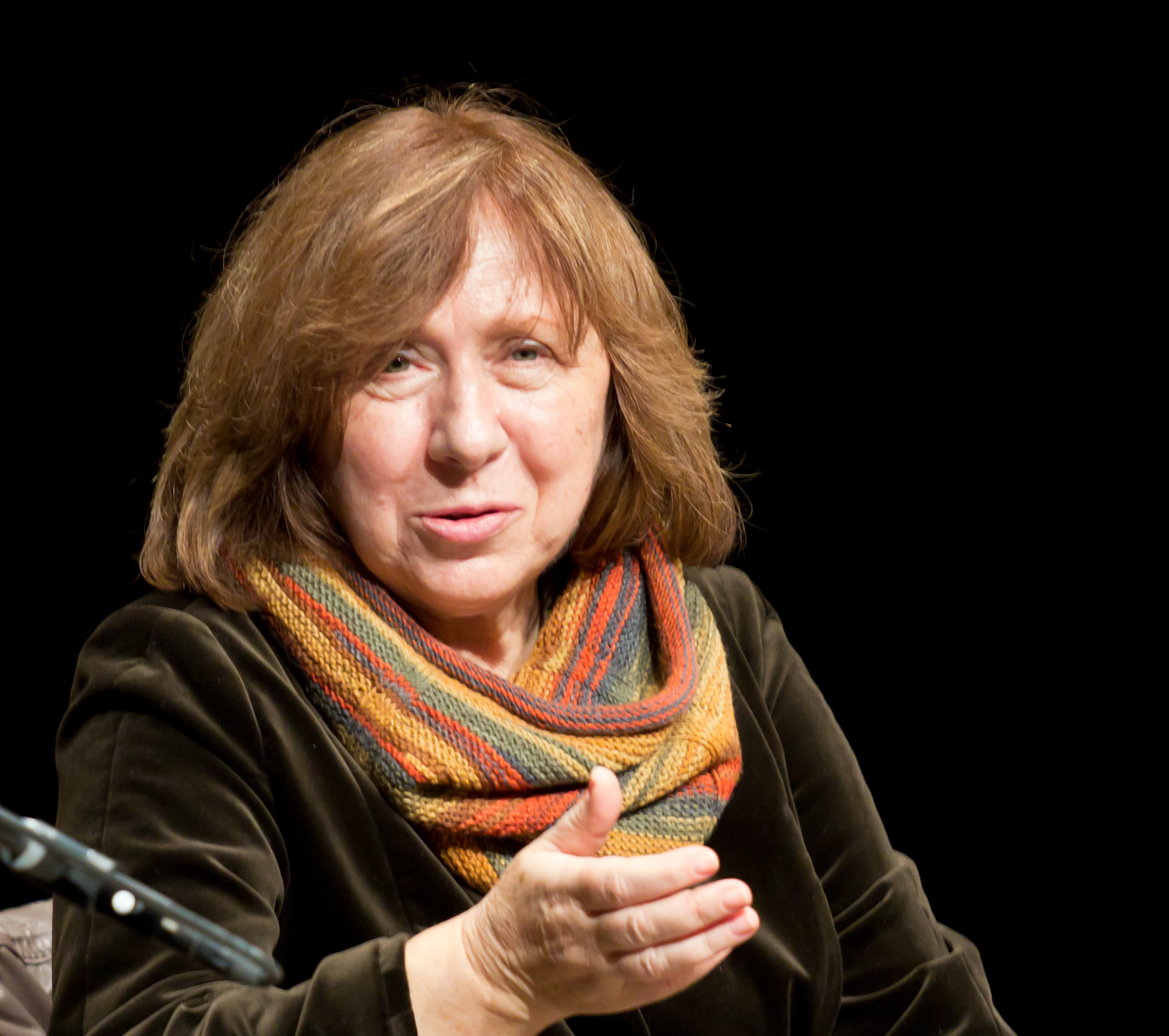
アレクシエーヴィチ

アレクシエーヴィチは、ジャーナリストとしてミンスクの新聞や文芸誌で働いていた1970年代にアダモーヴィチの作品を知った。『私は炎の村から来た』を読んだアレクシエーヴィチは、その作品が自分の道を見つける道標だと思った。さらに戦争の英雄として知られる男性を取材した際は、妻の戦争体験の方に関心を抱いた。こうしてアレクシエーヴィチは女性を対象にした取材を行い、雑誌に掲載された。取材は1978年に始まり、7年間で500人以上の証言を記録した。

## 内容
本作品はロシア語で執筆されている。ベラルーシではベラルーシ語とロシア語が国家語であり、アレクシエーヴィチのような都市部の住民はロシア語の話者が多い。
アレクシエーヴィチは、自分が心を動かされるものが「小さき人々」の物語にあると書いている。それは、戦争、国、英雄のものではない物語にあたる。英雄や官僚的な偉業はなく、人間らしい仕事をしたか人間らしくない仕事をした人だけがいる。そして人間だけでなく他の生物も苦しんでおり、言葉を発せずに苦しんでいるのでより恐ろしい。そのようにアレクシエーヴィチは表現している。

### 構成
証言者の語りが中心となり、聞き手である作者の意見が少ない。アレクシエーヴィチは自身の発言を少なくしている理由として、次のように語っている。人は苦しむと気高い声で話すようになる。それは作者には手が届かないような声である。作者は自らの居るべき場所をわきまえ、気高い声のあとで哲学を語る必要はない。

### 証言
本作品の始まりとなった取材はミンスクで暮らす元狙撃兵の証言であり、最初の章に置かれた。11回表彰されたというその女性は、戦争について「話したくない」と語っている。当初のアレクシエーヴィチは片端から取材をしていたが、証言者が別の取材相手を紹介してくれるようになり、連絡先が増えて戦友会のような集まりにも招かれた。アレクシエーヴィチはソ連の各地で取材を行い、アプシェロンスク、ヴィテプスク、ヴォルゴグラード、ガーリチ、キーウ、スーズダリ、スモレンスク、モスクワ、ヤルトロフスクなど多数におよんだ。赤の広場やモスクワ・ホテルで行われる退役軍人の集まりにも招待された。
アレクシエーヴィチは女性たちが志願した理由について知りたいと思い、その証言がまとめられている。女性が受けた性差別として、徴兵で断られたり士官として認められなかった体験、周囲のセクシャルハラスメントを避けるために上官と交際した体験などが語られている。性差別や偏見は、帰還兵となったのちに同性からも受け続けた。戦争が終わった後も地雷処理で働いた工兵や、故郷で差別されて結婚できなかった帰還兵がいた。
戦場で女性的な日常は禁じられていて不可能だとアレクシエーヴィチは考えていたが、証言者たちは美しさについても語った。戦場でイヤリングを隠し持っていたことや、身体に障害が残れば女性として終わりだと恐れていた話、最も恐ろしかったのは男性用の下着を履いていたことだった話などが収録されている。戦場での恋愛として、包帯のガーゼでウエディングドレスを縫った話や、前線で夫を亡くした話もある。他方、戦後になると男性が去ってしまう場合があった。
正規軍の兵士だけでなくパルチザンの証言もあり、アレクシエーヴィチは「家族を犠牲にするかもしれない場所で戦うことの恐ろしさ」と書いている。パルチザンの目撃談として、子供を射殺されて発狂した母親、包囲されて子供を犠牲にせざるを得なかった母親、ドイツ軍に協力したソ連人、またパルチザン自身が捕えられて拷問を受けた体験などが収録されている。味方のパルチザンに食料を奪われた被害者側としての証言もある。
捕虜になったことのある者やドイツの収容所生活を体験した者は、スターリン政権によって流刑地へ送られており、その目撃談もある。捕虜から生還した家族が、裏切り者として内務人民委員部の暴力的な取り調べを受けて障害者にされたこともあった。スターリン政権やソ連軍に対する批判として、戦前の大粛清による収容所や流刑、農業集団化による国力や軍の弱体化が犠牲を大きくしたと元兵士たちによって語られている。検閲官が特に不快感を示したエピソードとして、兵士が月経のための装備を支給されなかったため川で身体を洗おうとして爆撃された話や、前線に行く兵士が給料の全額で菓子を購入した話などがある。ソ連軍兵士によるドイツ市民への戦時性暴力の証言もあり、2002年版では男性の元兵士による性暴力の証言も加筆された。
アレクシエーヴィチは戦場の実態とともに、敵味方を超えた人間関係についての証言も選んだ。入院したソ連軍とドイツ軍の兵士が相手の容態を心配する光景、捕虜にパンを与えたときに「憎むことができないということが嬉しかった」と思った体験、前線で敵軍の負傷兵を治療した兵士、ドイツを容赦しないと思いつつも、ドイツの子供を見捨てることができず配給を与えた話などが記録されている。アレクシエーヴィチは本作品の各所で戸惑いを表明しながら、「道はただ一つ。人間を愛すること。愛をもって理解しようとすること」と書いている。

## 評価、影響
本作が雑誌掲載された際に、アダモーヴィチは次のように賛辞をした。「本ができるには登場人物たちの娘にあたるほどの年若い作家の誠実な努力があった。五百人を越える一人一人の聞き書きというこのスヴェトラーナの書き方は妥協を許さないものだが、他人の痛みに対して人間の心を塞いでいる邪魔な物を突き破るにはこれが必要だった」。しかしアダモーヴィチの後押しにもかかわらず、問題作と見なされて単行本の出版は差し止められた。検閲官の発言として、本作品はソ連軍の兵士に対する中傷であること、小さな物語は必要ではなく勝利のような大きな物語が必要であること、などをアレクシエーヴィチは記憶している。
ペレストロイカの影響で単行本が出版されるとベストセラーとなり、1980年代の終わりまでに200万部の発行部数を記録した。2004年の最終稿では、ペレストロイカ直後には語れなかったことが加筆された。
ベラルーシの大統領のアレクサンドル・ルカシェンコは、アレクシエーヴィチが外国で著書を出版し、祖国を中傷して金をもらっていると非難し、ベラルーシでの出版を禁止した。他方、ロシアでは1997年の2巻本、2004年の普及版、2007年の選集などで出版された。
アレクシエーヴィチは2015年にノーベル文学賞を受賞した。スウェーデン・アカデミーは「私たちの時代の苦悩と勇気への記念碑」「素材だけでなく形式においても新しい文学ジャンルの成果」と評価した。アレクシエーヴィチは本作品をきっかけとして同様の手法で執筆を続けており、さまざまな関連作品も作られている（後述）。

## 日本語版
日本語版は2008年に、三浦みどり訳でロシア文学専門の出版社である群像社で刊行された。2015年10月に群像社は、アレクシエーヴィチのノーベル賞受賞を受け、1000冊の増刷を予定していたが、著者の著作権を管理する代理人から権利消失のため出版できないと通知されたことを公式サイトで公表した。のちに岩波書店が翻訳権を獲得して2016年に再刊された。

### 書誌情報
- 『戦争は女の顔をしていない』 群像社（2008年7月）ISBN 978-4-903619-10-1
- 『戦争は女の顔をしていない』 岩波現代文庫（2016年2月）ISBN 978-4-00-603295-1

## 関連作品

### ユートピアをめぐる記録文学
アレクシエーヴィチは取材をするなかで、戦時中に子供だった人々の体験にも注目した。このテーマはのちに『最後の証人たち』（邦題『ボタン穴から見た戦争』）として出版された。アレクシエーヴィチは本作品を含む5作品を「ユートピアをめくる記録文学」と呼び、他に『最後の証人たち』（1985年）、『亜鉛の少年たち』（1991年）、『チェルノブイリの祈り』（1997年）、『セカンドハンドの時代』（2013年）が含まれる。アレクシエーヴィチは、自分よりも前の世代を「共産主義に染まった最後の世代」や「ユートピアに魅せられた世代」と呼んでいる。そしてユートピアをめぐる5作品を100年間にわたるロシア・ソ連の精神史としている。

## 戯曲

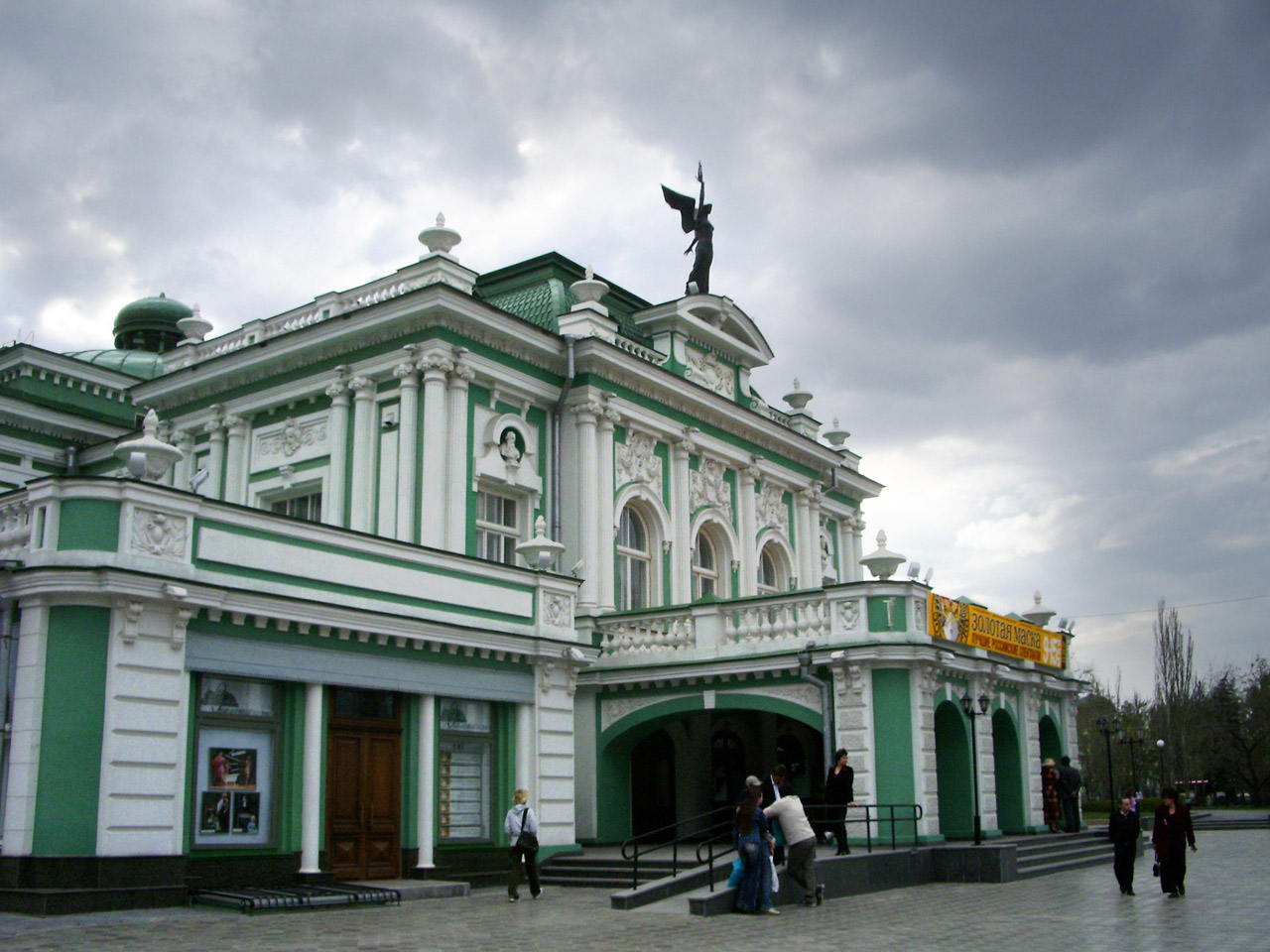
本作品が初めて戯曲化されたオムスク・ドラマ劇場

本作品は1985年から戯曲化されており、初演はシベリアのオムスクにあるオムスク・ドラマ劇場だった。ロシア各地や国外で巡業を重ねて、公演回数は2021年時点で100回以上となる。上演時間は2時間半におよび、役作りのためにキーウに住む元女性兵士に会いに行ったという俳優もいる。ペレストロイカの時期に40の劇場で上演されると好意的な書評が増え、アレクシエーヴィチに連絡をして証言をする人々も増えた。

## 映画
2019年、本作を原案とした映画『戦争と女の顔』がロシアの映画監督であるカンテミール・バラーゴフによって製作され、第72回カンヌ国際映画祭「ある視点」部門で監督賞、国際映画批評家連盟賞を受賞した。
ロシアによるウクライナ侵攻が起きると、監督のバラーゴフやプロデューサーのアレクサンドル・ロドニャンスキーは侵攻を非難した。同作品はロシア国内での上映を禁止され、バラーゴフは身の危険によりカバルダ・バルカル共和国を去り、ロドニャンスキーはロシア司法省から外国人工作員に指定された。

## 漫画
2019年4月27日からウェブコミック配信サイトComicWalker（KADOKAWA）で漫画の連載が始まり、2020年1月27日に同社よりコミックス第1巻が発売された。小梅けいとが作画を担当し、速水螺旋人が監修をしている。2021年7月、第50回日本漫画家協会賞が発表され、まんが王国とっとり賞に本作が選出されている。2023年4月時点で累計70万部を突破している。コミックス発売に合わせて漫画のコマを利用したプロモーションビデオがYouTubeで公開された。PVには、軍医・ブレウス大尉のエピソード（漫画第2話）や書記・ヴィレンスカヤ軍曹、ソ連初の女性機関士・アレストワ機関士、射撃手・アフメートワ二等兵のエピソード（漫画第7話）が使われている。
- スヴェトラーナ・アレクシエーヴィチ（原作）・小梅けいと（作画）・速水螺旋人（監修）『戦争は女の顔をしていない』KADOKAWA、既刊5巻（2024年8月16日現在）
  1. 2020年1月27日発売[72][80]、ISBN 978-4-04-912982-3
  2. 2020年12月26日発売[79][81]、ISBN 978-4-04-913595-4
  3. 2022年3月26日発売[82]、ISBN 978-4-04-914125-2
  4. 2023年4月27日発売[83]、ISBN 978-4-04-914995-1
  5. 2024年8月16日発売[84]、ISBN 978-4-04-915898-4

## 受賞
- リシャルト・カプシチンスキ賞（2011年）[85]